# Мамай-змієборець. Кіква
«Мамай-змієборець. Кіква»  — український комікс Ігора Баранька виданий в 1993 році видавництвом «Молода Січ» продовження коміксу Повернення Мамая.   

## Сюжет
То був один з ризикових походів , які частенько здійснювали запорожці на приморські міста османської імперії. Козаки визволяли бранців, а заодно грабували турецькі скарбниці. Нападали майже завжди були несподіваними, тому й вдалими. Тихі води Дніпра несли козацькі човни до грізних порогів. Але не тільки ці небезпеки чекали на козаків. Ця нова небезпека загрожувала їм більше. Вона була живою і чекала слушної миті, з пекельною люттю. Змій який був на березі річки почав дихати вогнем на козацькі чайки. І козаки змушені були відступити. Змій був прикутий ланцюгом. Але не всі у ту хвилину нарікали на долю. Два чужинці на узліссі були задоволені серед них був чаклун Суфій - це він викликав пекельно змія у наш світ, щоб він топив кораблі козаків. В цей час на березі козаки роздумували як здолати пекельного змія і їм на зустріч прибув Мамай з джурою. Мамай згодився здолати змія. Зустрівши змія Мамай не зміг вбити його своєю зброєю тому пішов на хитрість, він пригостив його чарівним козацьким борщем. Коли змій з'їв борщ він стрімко полетів зірвавши ланцюг. Розповідають що самі козаки їли ту страву із задоволенням. У міцних людей і шлунки міцні. А Мамай з джурою помандрували далі, звільнивши запорожцям шлях до чорного моря. 